# Haddenham (Buckinghamshire)
Haddenham – wieś w Anglii, w hrabstwie Buckinghamshire, w dystrykcie (unitary authority) Buckinghamshire. Leży 63 km na północny zachód od centrum Londynu. W 2001 miejscowość liczyła 4834 mieszkańców.